# Michele A. Besso
Michele A. Besso (italià: Michele Besso)  (Districte 8, 25 de maig de 1873 - Ginebra, 15 de març de 1955) va ser un enginyer suís d'origen italià. Sefardí Jueu, treballava a la mateixa oficina de patents d'Albert Einstein i es va convertir en un amic proper, confident i partidari, de manera que el gran físic hagués de definir-lo com "la millor caixa de ressonància a Europa."